# Tamandua
Tamandua là một chi động vật có vú trong họ Myrmecophagidae, bộ Pilosa. Chi này được Gray miêu tả năm 1825. Loài điển hình của chi này là Myrmecophaga tamandua G. Cuvier, 1798 (= Tamandua tetradactyla Linnaeus, 1758), by monotypy.

## Hình ảnh

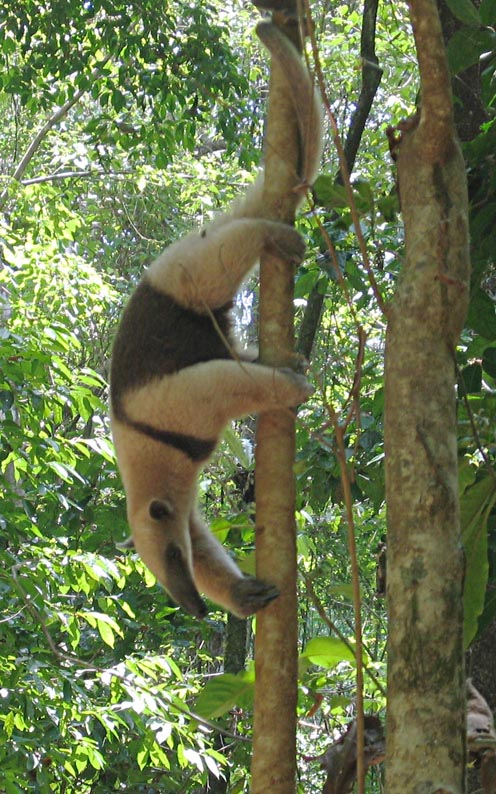
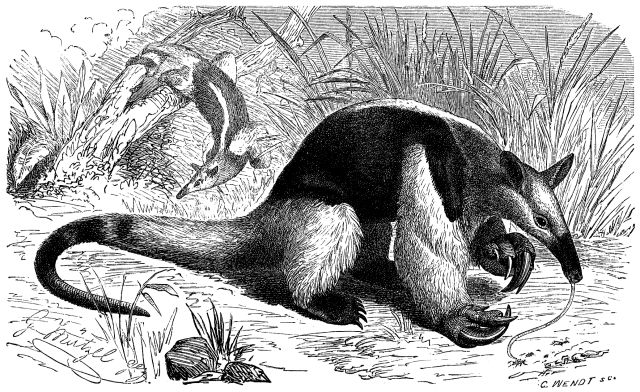
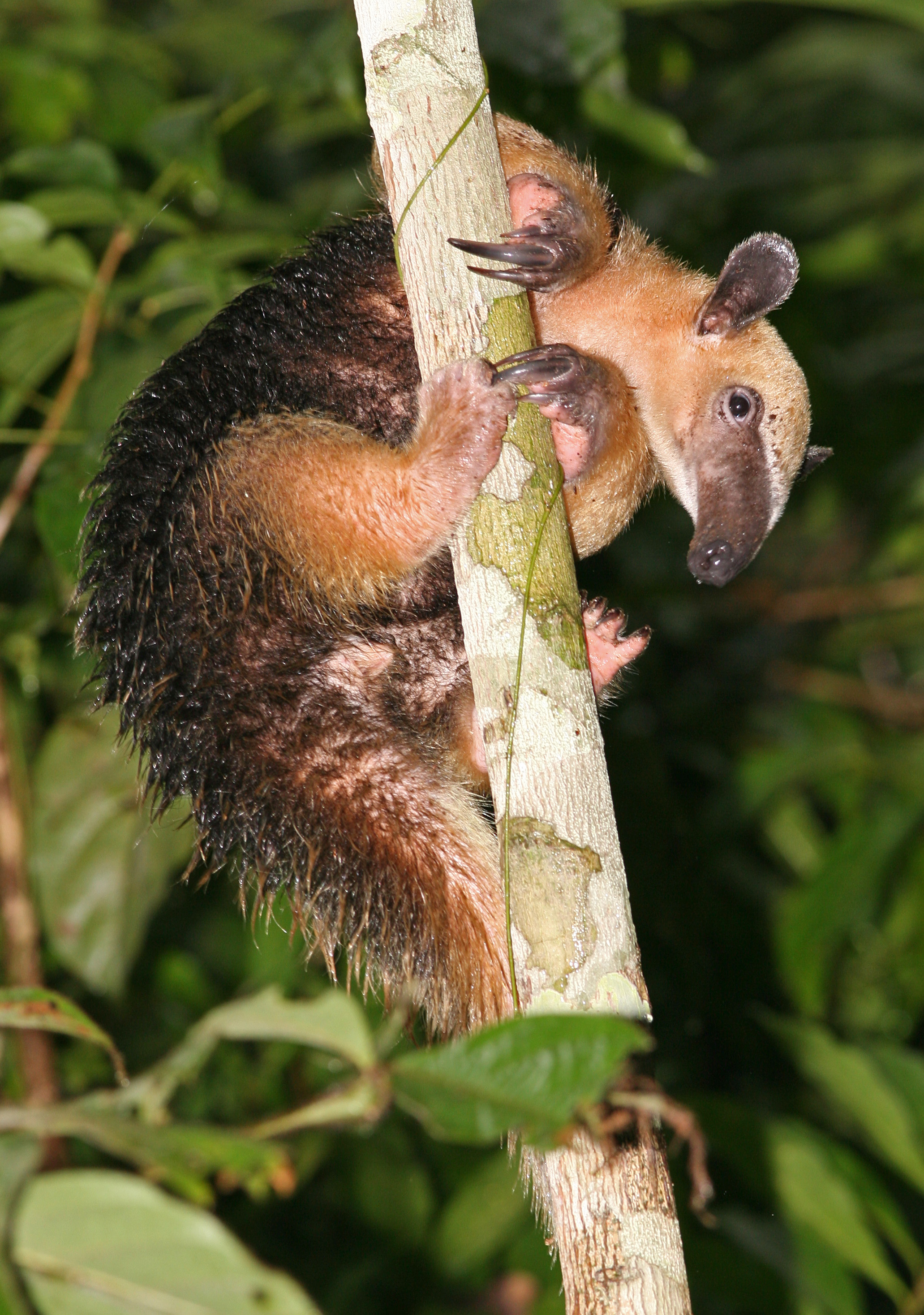

## Các loài
Chi này gồm các loài: